# JSFuck
JSFuck은 Martin Kleppe가 개발한 자바스크립트의 난해한 프로그래밍 스타일의 하나로, 코드는 제한된 다양한 문자 집합을 사용하여 작성된다: (,), [, ], +, !. 이 이름은 오직 구두점만의 최소주의적 알파벳을 사용하는 난해한 프로그래밍 언어의 하나인 브레인퍽에서 비롯된 것이다. 브레인퍽과 달리 JSFuck은 유효한 자바스크립트 코드인데, 즉 JSFuck 프로그램들은 자바스크립트를 해석하는 어떠한 웹 브라우저나 엔진에서라도 실행할 수 있다는 의미이다.
JSFuck의 도전은 오직 6자를 사용하여 완전한 집합의 자바스크립트 함수들을 다시 만들어내는 데 기인하며, 자바스크립트의 두 가지 속성을 통해 실현할 수 있다:
1. 약한 타이핑의 프로그래밍 언어이다.
2. 식을 어떠한 형으로든 평가가 가능하다.[1]

JSFuck은 원래 보안 우회 기술을 개선하는데 초점을 둔 온라인 대회의 일부로서 개발되었다. 이를테면 크로스 사이트 스크립팅(XSS) 공격과 같이 웹사이트에 제출되는 악성 코드의 발견을 우회하기 위해 사용할 수 있다. JSFuck의 다른 잠재적 이용은 코드 난독화에 있다.
또, 비공식적으로 최적화된 버전의 JSFuck을 이용하여 자바스크립트 라이브러리의 하나인 제이쿼리를 인코딩하기도 하였으며 이는 6개의 구별된 문자만으로 이루어진, 완전하게 기능하는 동등한 버전이다.

## 문자표
가장 짧은 JSFuck 식의 문자들은 아래에 나열되어 있다. 다른 문자들도 표현할 수 있으나 상당히 긴 코드를 만들어낸다.
| 문자 | JSFuck                                                                                       |
| ---- | -------------------------------------------------------------------------------------------- |
| +    | (+(+!+[]+(!+[]+[])[!+[]+!+[]+!+[]]+[+!+[]]+[+[]]+[+[]])+[])[!+[]+!+[]]                       |
| .    | (+(+!+[]+[+!+[]]+(!![]+[])[!+[]+!+[]+!+[]]+[!+[]+!+[]]+[+[]])+[])[+!+[]]                     |
| 0    | +[]                                                                                          |
| 1    | +!![] or +!+[]                                                                               |
| 2    | !![]+!![] or !+[]+!+[]                                                                       |
| 3    | !![]+!![]+!![] or !+[]+!+[]+!+[]                                                             |
| 4    | !![]+!![]+!![]+!![] or !+[]+!+[]+!+[]+!+[]                                                   |
| 5    | !![]+!![]+!![]+!![]+!![] or !+[]+!+[]+!+[]+!+[]+!+[]                                         |
| 6    | !![]+!![]+!![]+!![]+!![]+!![] or !+[]+!+[]+!+[]+!+[]+!+[]+!+[]                               |
| 7    | !![]+!![]+!![]+!![]+!![]+!![]+!![] or !+[]+!+[]+!+[]+!+[]+!+[]+!+[]+!+[]                     |
| 8    | !![]+!![]+!![]+!![]+!![]+!![]+!![]+!![] or !+[]+!+[]+!+[]+!+[]+!+[]+!+[]+!+[]+!+[]           |
| 9    | !![]+!![]+!![]+!![]+!![]+!![]+!![]+!![]+!![] or !+[]+!+[]+!+[]+!+[]+!+[]+!+[]+!+[]+!+[]+!+[] |
| a    | (![]+[])[+!+[]]                                                                              |
| d    | ([][[]]+[])[!+[]+!+[]]                                                                       |
| e    | (!![]+[])[!+[]+!+[]+!+[]]                                                                    |
| f    | (![]+[])[+[]]                                                                                |
| i    | ([![]]+[][[]])[+!+[]+[+[]]]                                                                  |
| I    | (+(+!+[]+(!+[]+[])[!+[]+!+[]+!+[]]+(+!+[])+(+[])+(+[])+(+[]))+[])[+[]]                       |
| l    | (![]+[])[!+[]+!+[]]                                                                          |
| N    | (+[![]]+[])[+[]]                                                                             |
| n    | ([][[]]+[])[+!+[]]                                                                           |
| r    | (!+[]+[])[+!+[]]                                                                             |
| s    | (![]+[])[!+[]+!+[]+!+[]]                                                                     |
| t    | (!!+[]+[])[+[]]                                                                              |
| u    | ([][[]]+[])[+[]]                                                                             |
| y    | (+[![]]+[+(+!+[]+(!+[]+[])[!+[]+!+[]+!+[]]+(+!+[])+(+[])+(+[])+(+[]))])[+!+[]+[+[]]]         |

## 보안
JSFuck처럼 일반적인 자바스크립트의 구별된 기능들이 부족한 암호화 기술들은 악성 자바스크립트 코드가 침입 방지 시스템이나 콘텐트 필터를 우회하는 것을 도와줄 수 있다. 이를테면 JSFuck의 영숫자들이 결여된 상황과 더불어 콘텐츠 필터가 결함이 있을 경우 판매자들은 임의의 JSFuck 스크립트를 자신들의 이베이 옥션 페이지에 임베드할 수 있게 하였다.

## 같이 보기
- 브레인퍽